# Leo Burnett
Leo Burnett (n. 21 octombrie 1891, Saint Johns, Michigan, SUA – d. 7 iunie 1971, Lake Zurich⁠(d), Illinois, SUA) a fost un director american de publicitate și fondatorul Leo Burnett Company, Inc. El a fost responsabil pentru crearea unora dintre cele mai cunoscute personaje și campanii publicitare ale secolului al XX-lea, inclusiv Tony the Tiger, Marlboro Man, Maytag Repairman, United „Fly the Friendly Skies” și Allstate „Good Hands”, și pentru că a avut relații cu companii multinaționale precum McDonald's, Hallmark și Coca-Cola .  În 1999, Burnett a fost numit de Time drept unul dintre cei mai influenți 100 de oameni ai secolului al XX-lea. 

## Biografie
Leo Burnett s-a născut în St. Johns, Michigan, pe 21 octombrie 1891, din fiul lui Noble și Rose Clark Burnett. Noble conducea un magazin de produse cu amănuntul și, de tânăr, Burnett a lucrat cu tatăl său, urmărindu-l pe Noble în timp ce crea reclame pentru afacere.   După liceu, Burnett a continuat să studieze jurnalismul la Universitatea din Michigan și și-a primit diploma de licență în 1914. 
Primul său loc de muncă după facultate a fost ca reporter pentru Peoria Journal Star din Peoria, Illinois .  În 1917 s-a mutat la Detroit și a fost angajat să editeze o publicație internă pentru Cadillac Motor Car Company, Cadillac Clearing House, devenind ulterior director de publicitate pentru acea instituție.  La Cadillac, Leo Burnett și-a întâlnit mentorul de publicitate, Theodore F. MacManus, pe care Burnett l-a numit „unul dintre marii oameni de publicitate ai tuturor timpurilor”. MacManus conducea agenția care se ocupa de publicitatea Cadillac. 
În 1918, Leo s-a căsătorit cu Naomi Geddes. Cuplul s-a întâlnit la un restaurant de lângă birourile Cadillac, unde Naomi era casieră.  Au avut trei copii: Peter, Joseph și Phoebe .
În timpul Primului Război Mondial, Burnett s-a alăturat Marinei timp de șase luni. Serviciul său a fost în mare parte la Great Lakes construirea unui dig .  După USN, Burnett s-a întors la Cadillac. Câțiva angajați de la Cadillac au înființat LaFayette Motors Company - determinând-ul pe Burnett să se mute la Indianapolis pentru a lucra pentru noua firmă.  Curând i s-a oferit un post cu Homer McKee. Apoi a părăsit LaFayette și s-a alăturat lui McKee, unde Burnett a spus despre fondator: „(El) mi-a dat prima mea impresie despre ceea ce am ajuns să consider „vânzarea caldă”, spre deosebire de „vânzarea grea” și „vânzarea fără compromisuri”.  Acesta a fost primul lui job de agenție. 

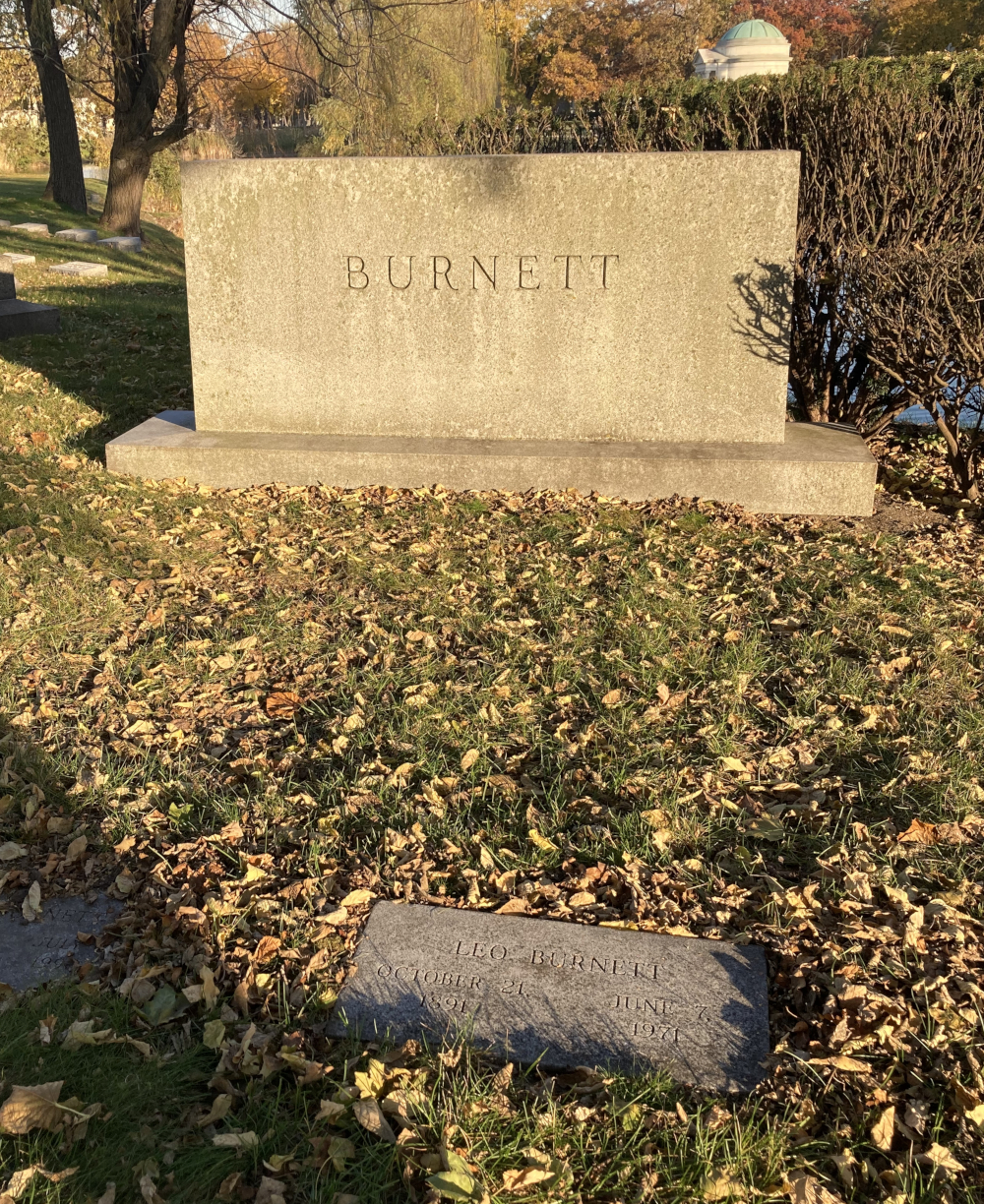
Mormântul lui Burnett la cimitirul Rosehill

După ce a petrecut un deceniu la McKee's și lucrând pe timpulCrahukui de pe Wall Street din 1929, Burnett a părăsit compania. În 1930, s-a mutat la Chicago și a fost angajat de Erwin, Wasey & Company, unde a fost angajat timp de cinci ani. 
În 1935, Burnett a fondat Leo Burnett Company, Inc.  Ulterior, mutând sediul companiei sale la etajul 18 al clădirii London Guarantee Building.  Astăzi, agenția are peste 9.000 de angajați în peste 85 de birouri la nivel global. 
În decembrie 1967, aproape de sfârșitul carierei sale, Burnett a ținut discursul său „When To Take My Name Off The Door” la întâlnirea de sărbătorire a agenției.  
Pe 7 iunie 1971, Burnett a mers la agenția sa, angajându-se colegilor să lucreze trei zile pe săptămână din cauza problemelor de sănătate. În acea seară, la vârsta de 79 de ani, a murit în urma unui atac de cord la ferma familiei sale din Hawthorn Woods, Illinois .   El este înmormântat la cimitirul Rosehill din Chicago.

## Compania Leo Burnett
O companie privată înființată în 1935 și care funcționează oficial sub numele de „ Leo Burnett Company, Inc. ”, agenția a început cu un capital de lucru de 50.000 USD, opt angajați și trei clienți.   Acum, parte a Publicis Groupe, Leo Burnett este una dintre cele mai mari rețele de agenții, cu 85 de birouri în 69 de țări și peste 9.000 de angajați.   
În primii câțiva ani, Burnett a facturat aproximativ 1 milion de dolari anual.  Până în 1950, facturile crescuseră la 22 de milioane de dolari, iar până în 1954 compania era la 55 de milioane de dolari anual. Până la sfârșitul anilor 1950, compania Leo Burnett factura 100 de milioane de dolari anual. 

## Companiile cu care a lucrat Burnett

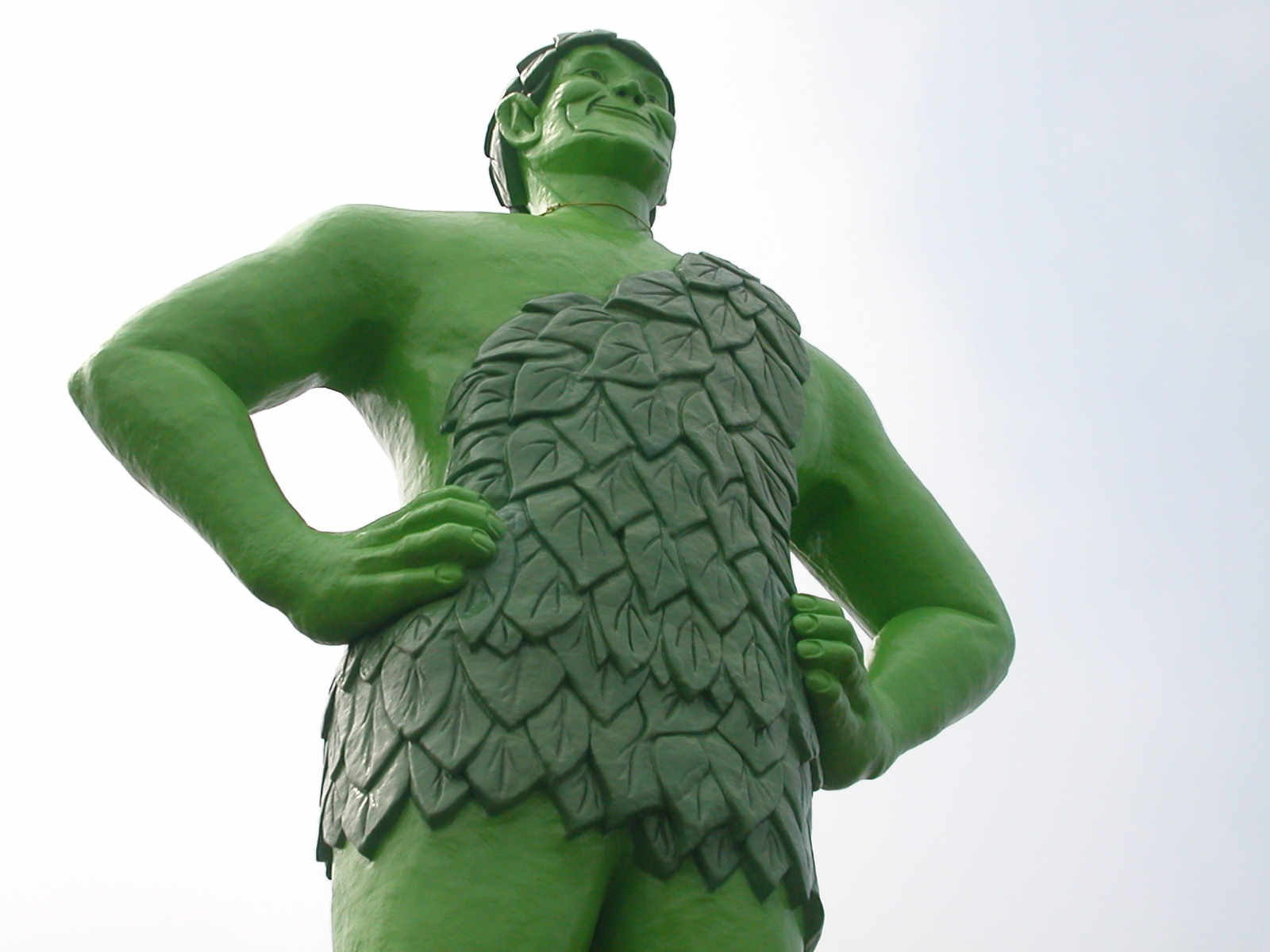
Jolly Green Giant – Una dintre creațiile lui Burnett.

- Allstate (1957)
- Commonwealth Edison (1954)
- First Brands (1961)
- General Motors Oldsmobile (1967)
- Green Giant (1935)
- Heinz Pet Products (1958)
- Keebler Co. (1968)
- Kellogg's (1949)
- Kraft Foods (1984) [31]
- Mattel (1970)
- Maytag (1955)
- Memorex (1968)
- Nestlé (1967)
- Philip Morris Co. (1954)
- Pillsbury (1944)
- Procter & Gamble (1952)
- Schlitz Brewing Company (1961)
- Starkist (1958)
- United Airlines (1965)

- Hubert Leul [Harris Bank]
- Jolly Green Giant [Green Giant]
- Elfii Keebler [Keebler]
- The Marlboro Man [Phillip Morris Co. ]
- Reparator Maytag [Maytag]
- Pisica Morris [9 vieți]
- Pillsbury Doughboy [Pillsbury]
- Tony Tigrul [Kellogg's Frosted Flakes]
- Toucan Sam [Kellogg's Froot Loops]

## Tehnici de publicitate
Burnett a folosit realismul dramatic în reclamele sale, abordarea Soft sell pentru a construi capitalul mărcii.  Burnett credea în găsirea „dramei inerente” a produselor și prezentarea acesteia în publicitate prin căldură, emoții și experiențe împărtășite.  Reclamele sale s-au bazat pe valori înrădăcinate, folosind imagini simple, puternice și instinctive care vorbeau cu oamenii.  De asemenea, era cunoscut pentru utilizarea „arhetipurilor culturale” în copia sa, prin crearea unor creaturi mitice care reprezentau valorile americane. Acest lucru este evident în campanii precum Jolly Green Giant, Pillsbury Doughboy, Tony the Tiger și mai faimos Marlboro Man .  Într-adevăr, aceste campanii s-au bazat pe atitudinile anilor 1950 față de masculinitate și care au pătruns în campaniile sale. 

### Limbaj ciudat
Burnett era cunoscut pentru că ținea un dosar în colțul din stânga jos al biroului său numit „Corny Language”.  A adunat cuvinte, fraze și analogii care i s-au părut deosebit de apte în exprimarea unei idei. 

## Publicitate socială
În 1947, Burnett a scris The Good Citizen, o broșură referitoare la îndatoririle și privilegiile de a fi cetățean american . Acest lucru a fost făcut ca un serviciu public pentru Consiliul de publicitate și Fundația American Heritage.